# Paul Panzer
Paul Panzer (3 de noviembre de 1872 – 16 de agosto de 1958) fue un actor cinematográfico estadounidense de origen alemán, cuya carrera se inició en la época del cine mudo. 

## Biografía
Nacido en Wurzburgo, Baviera, su verdadero nombre era Paul Wolfgang Panzerbeiter, y emigró a los Estados Unidos en su juventud, obteniendo la ciudadanía estadounidense. Debutó en el cine en 1905, actuando para los Edison Studios. Actor teatral en sus inicios, gran parte de sus primeras cintas fueron dirigidas por James Stuart Blackton, y muchas de ellas eran adaptaciones a la pantalla en formato cortometraje de obras de Shakespeare.
En 1912 Panzer firmó su única película como director, The Life of Buffalo Bill, film biográfico sobre el famoso William F. Cody, el cual también participaba en el mismo. En la película trabajaba Pearl White, célebre heroína cinematográfica con la cual Panzer había rodado en 1914 The Perils of Pauline, producción en la que él encarnaba a Koerner/Raymond Owen.
En total, a lo largo de su carrera desde 1905 a 1952, Panzer trabajó en un total de más de 350 filmes.
Paul Panzer falleció en 1958 en Hollywood, California. Fue enterrado en el Cementerio Forest Lawn Memorial Park de Hollywood Hills, California. Había estado casado con la actriz Josephine Atkinson, con la cual rodó un único film, Romeo and Juliet, en 1908.

## Filmografía

### Actor
| - Stolen by Gypsies, de Wallace McCutcheon (1905) - Escape from Sing Sing (1905) - A Gentleman of France, de James Stuart Blackton (1905) - Getting Evidence, de Edwin S. Porter (1906) - And the Villain Still Pursued Her; or, The Author's Dream, de James Stuart Blackton (1906) - The Haunted Hotel, de James Stuart Blackton (1907) - The Thieving Hand, de James Stuart Blackton (1908) - Francesca da Rimini; or, The Two Brothers, de James Stuart Blackton (1908) - Othello, de William V. Ranous (1908) - Macbeth, de James Stuart Blackton (1908) - Romeo and Juliet, de James Stuart Blackton (1908) - The Press Gang; or, A Romance in the Time of King George III, de James Stuart Blackton (1908) - Richard III, de James Stuart Blackton (1908) - Antony and Cleopatra, de James Stuart Blackton (1908) - Julius Caesar, de James Stuart Blackton y William V. Ranous (1908) - The Merchant of Venice, de James Stuart Blackton (1908) - Princess Nicotine; or, The Smoke Fairy, de J. Stuart Blackton (1909) - An Alpine Echo (1909) - Launcelot and Elaine, de Charles Kent (1909) - A Gambler's End, de Theodore Wharton (1910) - The New Magdalene, de Joseph A. Golden (1910) - The Maid of Niagara, de Theodore Wharton (1910) - Sunshine in Poverty Row (1910) - Monte Cristo (1911) - All for Money (1911) - Billy's Marriage (1911) - A Daughter of the South (1911) - A Tragedy at Sea (1911) - A Convict's Heart (1911) - A Pinch of Snuff (1911) - The Fatal Posing (1911) - Love Molds Labor, de Joseph A. Golden (1911) - The Life of Buffalo Bill, de Paul Panzer (1912) - Sins of the Father (1912) - The Parachute Maker (1912) - Sing Lee and the Bad Man (1912) - The Lure of the Footlights (1912) - A Stern Destiny (1912) - A Nation's Peril, de Joseph A. Golden (1912) - On the Brink of the Chasm (1912) - A Brave Little Indian (1912) - The Arrowmaker's Daughter, de Joseph A. Golden (1912) - The Live Wire (1912) - The Desperado (1912) - At the Burglar's Command (1912) - The Sheriff's Brother (1912) - The Spendthrift's Reform (1912) - The Cowboy and the Baby (1913) - Hubby's Polly (1913) - A White Rose (1913) - The Peace Council (1913) - Maggie Tries Society Life (1913) - The Cheapest Way (1913) - Innocence, de Fred E. Wright (1913) - In the Days of War (1913) - Puttin' It Over on Papa, de Fred E. Wright (1913) - Get-Rich-Quick Billington (1913) - The Governor's Double, de Fred E. Wright (1913) - Mrs. Morton's Birthday (1913) - A Phony Alarm (1913) - In the Mesh of Her Hair, de Oscar Apfel (1914) - The Winning Hand (1914) - The Perils of Pauline, de Louis J. Gasnier y Donald MacKenzie (1914) - The Last Volunteer, de Oscar Apfel (1914) - The Bomb Boy, de George Fitzmaurice (1914) - The Exploits of Elaine, de Louis J. Gasnier, George B. Seitz y Leopold Wharton (1914) - The Bribe, de Lucius Henderson (1915) - The Taming of Mary, de Lucius Henderson (1915) - Under Southern Skies, de Lucius Henderson (1915) - The Spender, de Donald MacKenzie (1915) - The Woman Who Lied, de Lucius Henderson (1915) - Li'l Nor'wester, de Lucius Henderson (1915) - The Tale of the 'C', de Lucius Henderson (1915) - The Heart of a Mermaid, de Lucius Henderson (1916) - A Sea Mystery, de Lucius Henderson (1916) - The Trail of the Wild Wolf, de Robert F. Hill (1916) - Sunlight and Shadows, de Brinsley Shaw (1916) - Autumn, de O.A.C. Lund (1916) - Scorched Wings, de Brinsley Shaw (1916) - Elusive Isabel, de Stuart Paton (1916) - Behind the Secret Panel, de George Ridgwell (1916) - Broken Fetters, de Rex Ingram (1916) - The Little Grey Mouse, de Winthrop Kelley (1916) - The Highway of Fate, de Robert F. Hill (1916) - The Girl Who Didn't Tell, de Robert F. Hill (1916) - Cheaters, de Lucius Henderson (1916) - Jimmy Dale Alias the Grey Seal, de Harry McRae Webster (1917) - Signs of Trouble, de William Bailey (1917) - One Bride Too Many, de Matt Moore (1917) - The House of Hate, de George B. Seitz (1918) - The Unchastened Woman, de William Humphrey (1918) - The Woman the Germans Shot, de John G. Adolfi (1918) - The Mysterious Mr. Browning, de Sidney M. Goldin (1918) - The Masked Rider, de Aubrey M. Kennedy (1919) - Who's Your Brother?, de John G. Adolfi (1919) - The Mystery Mind, de Will S. Davis y Fred Sittenham (1920) - The Bootleggers, de Roy Sheldon (1922) - When Knighthood Was in Flower, de Robert G. Vignola (1922) - The Mohican's Daughter, de Sam Taylor y Stanner E.V. Taylor (1922) - Mighty Lak' a Rose, de Edwin Carewe (1923) - Jacqueline, or Blazing Barriers, de Dell Henderson (1923) - Enemies of Women, de Alan Crosland (1923) - Unseeing Eyes, de Edward H. Griffith (1923) - Under the Red Robe, de Alan Crosland (1923) - Big Brother, de Allan Dwan (1923) - Week End Husbands, de Edward H. Griffith (1924) - A Son of the Sahara, de Edwin Carewe (1924) - Wages of Virtue, de Allan Dwan (1924) - Too Many Kisses, de Paul Sloane (1925) - The Mad Marriage, de Frank P. Donovan (1925) - The Shock Punch, de Paul Sloane (1925) - The Fool, de Harry F. Millarde (1925) - Greater Than a Crown, de Roy William Neill (1925) - Thunder Mountain, de Victor Schertzinger (1925) - East Lynne, de Emmett J. Flynn (1925) - The Best Bad Man, de John G. Blystone (1925) - The Ancient Mariner, de Chester Bennett y Henry Otto (1925) - The Johnstown Flood, de Irving Cummings (1926) - The Dixie Merchant, de Frank Borzage (1926) - Siberia, de Victor Schertzinger (1926) - Black Paradise, de Roy William Neill (1926) - The High Flyer, de Harry Joe Brown (1926) - 30 Below Zero, de Robert P. Kerr y Lambert Hillyer (1926) - Obey the Law, de Alfred Raboch (1926) - Wolf's Clothing, de Roy Del Ruth (1927) - Hawk of the Hills (serial), de Spencer Gordon Bennet (1927) - Sally in Our Alley, de Walter Lang (1927) - The Girl from Chicago, de Ray Enright (1927) - Brass Knuckles, de Lloyd Bacon (1927) - The Candy Kid, de David Kirkland (1928) - Rinty of the Desert, de D. Ross Lederman (1928) - Glorious Betsy, de Alan Crosland (1928) - The City of Purple Dreams, de Duke Worne (1928) - The Chinatown Mystery, de J.P. McGowan (1928) - George Washington Cohen (1928) - Redskin, de Victor Schertzinger (1929) - Hawk of the Hills, de Spencer Gordon Bennet (1929) - The Black Book (serial), de Spencer Gordon Bennet y Thomas Storey (1929) - Tarzan the Tiger, de Henry MacRae (1929) - The Second Floor Mystery, de Roy Del Ruth (1930) - Three Faces East, de Roy Del Ruth (1930) - Whoopee!, de Thornton Freeland (1930) - Sea Devils, de Joseph Levering (1931) - Dishonored, de Joseph von Sternberg (1931) - Die große Fahrt, de Lewis Seiler y Raoul Walsh (1931) - Quick Millions, de Rowland Brown (1931) - Defenders of the Law, de Joseph Levering (1931) - First Aid, de Stuart Paton (1931) - The Montana Kid, de Harry L. Fraser (1931) - I Like Your Nerve, de William C. McGann (1931) - Ambassador Bill, de Sam Taylor (1931) - Cavalier of the West, de John P. McCarthy (1931) - Frankenstein, de James Whale (1931) - Docks of San Francisco, de George B. Seitz (1932) - The Man Who Played God, de John G. Adolfi (1932) - Police Court, de Louis King (1932) - Doomed Battalion, de Luis Trenker, Cyril Gardner y Karl Hartl (1932) - The Dark Horse, de Alfred E. Green (1932) - The Crooked Circle, de H. Bruce Humberstone (1932) - Scarlet Dawn, de William Dieterle (1932) - The Kid from Spain, de Leo McCarey (1932) - The Devil Is Driving, de Benjamin Stoloff (1932) - The King's Vacation, de John G. Adolfi (1933) - The Vampire Bat, de Frank Strayer (1933) - Parachute Jumper, de Alfred E. Green (1933) - A Bedtime Story, de Norman Taurog (1933) - Life in the Raw, de Louis King (1933) - The Song of Songs, de Rouben Mamoulian (1933) - Captured!, de Roy del Ruth (1933) - Narcotic, de Dwain Esper y Vival Sodar't (1933) - My Lips Betray, de John G. Blystone (1933) - The Kennel Murder Case, de Michael Curtiz (1933) - Havana Widows, de Ray Enright (1933) - Bolero, de Wesley Ruggles y Mitchell Leisen (1934) - Journal of a Crime, de William Keighley (1934) - Satanás, de Edgar G. Ulmer (1934) - Murder in Trinidad, de Louis King (1934) | - Sword of the Arab (1934) - The Cat's-Paw, de Sam Taylor y Harold Lloyd (1934) - The Firebird, de William Dieterle (1934) - Gentlemen Are Born, de Alfred E. Green (1934) - I Am a Thief, de Robert Florey (1934) - The Mighty Barnum, de Walter Lang (1934) - Sweet Adeline, de Mervyn LeRoy (1934) - The White Cockatoo, de Alan Crosland (1935) - Traveling Saleslady, de Ray Enright (1935) - The Florentine Dagger, de Robert Florey (1935) - Gypsy Sweetheart, de Ralph Staub (1935) - Dinky, de Howard Bretherton y D. Ross Lederman (1935) - Oil for the Lamps of China, de Mervyn LeRoy (1935) - Stranded, de Frank Borzage (1935) - Going Highbrow, de Robert Florey (1935) - Front Page Woman, de Michael Curtiz (1935) - Bright Lights, de Busby Berkeley (1935) - We're in the Money, de Ray Enright (1935) - Shipmates Forever, de Frank Borzage (1935) - Dr. Socrates, de William Dieterle (1935) - Moonlight on the Prairie, de D. Ross Lederman (1935) - The Payoff, de Robert Florey (1935) - El capitán Blood, de Michael Curtiz (1935) - Los muertos andan, de Michael Curtiz (1936) - Colleen, de Alfred E. Green (1936) - I Married a Doctor, de Archie Mayo (1936) - Treachery Rides the Range, de Frank McDonald (1936) - The Law in Her Hands, de William Clemens (1936) - The White Angel, de William Dieterle (1936) - Hot Money, de William C. McGann (1936) - Bengal Tiger (1936) - Jailbreak, de Nick Grinde (1936) - Trailin' West, de Noel M. Smith (1936) - Cain and Mabel, de Lloyd Bacon (1936) - Here Comes Carter, de William Clemens (1936) - The Case of the Black Cat, de William C. McGann (1936) - Rivales, de Howard Hawks y Richard Rosson (1936) - King of Hockey, de Noel M. Smith (1936) - Give Me Liberty, de B. Reeves Eason (1936) - Sing Me a Love Song, de Ray Enright (1936) - Smart Blonde, de Frank McDonald (1937) - The Great O'Malley, de William Dieterle (1937) - Under Southern Stars, de Nick Grinde (1937) - Her Husband's Secretary, de Frank McDonald (1937) - Midnight Court, de Frank McDonald (1937) - Land Beyond the Law, de B. Reeves Eason (1937) - Men in Exile, de John Farrow (1937) - The Romance of Robert Burns, de Crane Wilbur (1937) - Marked Woman, de Lloyd Bacon y Michael Curtiz (1937) - Melody for Two, de Louis King (1937) - The Cherokee Strip, de Noel M. Smith (1937) - Draegerman Courage, de Louis King (1937) - Charlie Chan at the Olympics, de H. Bruce Humberstone (1937) - The Go Getter, de Busby Berkeley (1937) - Kid Galahad, de Michael Curtiz (1937) - The Road Back, de James Whale (1937) - The Case of the Stuttering Bishop, de William Clemens (1937) - Fly Away Baby, de Frank McDonald (1937) - Slim, de Ray Enright (1937) - Little Pioneer, de Bobby Connolly (1937) - San Quentin, de Lloyd Bacon (1937) - Dance Charlie Dance, de Frank McDonald (1937) - Confession, de Joe May (1937) - The Littlest Diplomat, de Bobby Connolly (1937) - Prairie Thunder, de B. Reeves Eason (1937) - Back in Circulation, de Ray Enright (1937) - Missing Witnesses, de William Clemens (1937) - She Loved a Fireman, de John Farrow (1937) - Happy Landing, de Roy Del Ruth (1938) - Romance Road, de Bobby Connolly (1938) - He Couldn't Say No, de Lewis Seiler (1938) - Torchy Blane in Panama, de William Clemens (1938) - International Crime, de Charles Lamont (1938) - Mystery House, de Noel M. Smith (1938) - Gold Diggers in Paris, de Ray Enright (1938) - Men Are Such Fools, de Busby Berkeley (1938) - When Were You Born, de William C. McGann (1938) - Port of Seven Seas, de James Whale (1938) - Racket Busters, de Lloyd Bacon (1938) - Penrod's Double Trouble, de Lewis Seiler (1938) - Valley of the Giants, de William Keighley (1938) - Hard to Get, de Ray Enright (1938) - Sharpshooters (1938) - Heart of the North (1938) - King of the Underworld (1939) - Devil's Island, de William Clemens (1939) - They Made Me a Criminal (1939) - Idiot's Delight, de Clarence Brown (1939) - Torchy Blane in Chinatown (1939) - Yes, My Darling Daughter (1939) - Secret Service of the Air (1939) - On Trial, de Terry O. Morse (1939) - Women in the Wind (1939) - The Kid from Kokomo (1939) - Code of the Secret Service (1939) - Nancy Drew... Trouble Shooter (1939) - Daughters Courageous (1939) - Each Dawn I Die, de William Keighley (1939) - Torchy Blane.. Playing with Dynamite (1939) - The Angels Wash Their Faces (1939) - Nancy Drew and the Hidden Staircase (1939) - Hitler - Beast of Berlin, de Sherman Scott (1939) - Smashing the Money Ring (1939) - The Return of Doctor X (1939) - Four Wives (1939) - British Intelligence, de Terry O. Morse (1940) - Til We Meet Again (1940) - King of the Lumberjacks (1940) - Saturday's Children (1940) - Flight Angels (1940) - Murder in the Air (1940) - River's End (1940) - Money and the Woman (1940) - Calling All Husbands (1940) - No Time for Comedy (1940) - Knute Rockne, All American (1940) - They Knew What They Wanted'', de Garson Kanin (1940) - Always a Bride (1940) - She Couldn't Say No (1940) - Flight from Destiny (1941) - Shadows on the Stairs (1941) - A Shot in the Dark (1941) - Meet John Doe (1941) - Shining Victory (1941) - Underground (1941) - Bad Men of Missouri (1941) - Three Sons o' Guns (1941) - Highway West (1941) - Manpower, de Raoul Walsh (1941) - All Through the Night (1941) - Dangerously They Live (1941) - Murder in the Big House (1942) - Yanqui Dandy, de Michael Curtiz (1942) - You Can't Escape Forever (1942) - Casablanca, de Michael Curtiz (1942) - The Hard Way (1943) - Mission to Moscow, de Michael Curtiz (1943) - Action in the North Atlantic, de Lloyd Bacon (1943) - Oklahoma Outlaws (1943) - In Our Time, de Vincent Sharman (1944) - Shine on Harvest Moon (1944) - Uncertain Glory (1944) - The Adventures of Mark Twain (1944) - The Conspirators, de Jean Negulesco (1944) - Roughly Speaking (1945) - Hotel Berlin (1945) - Mildred Pierce (1945) - Danger Signal (1945) - San Antonio (1945) - Her Kind of Man (1946) - A Stolen Life (1946) - Cloak and Dagger, de Fritz Lang (1946) - So You Want to Play the Horses (1946) - So You Want to Keep Your Hair (1946) - The Locket (1946) - Humoresque (1946) - The Time, the Place and the Girl (1946) - That Way with Women (1947) - Stallion Road (1947) - The Perils of Pauline (1947) - So You're Going on a Vacation (1947) - Cry Wolf, de Peter Godfrey (1947) - La senda tenebrosa (1947) - Always Together (1947) - My Wild Irish Rose (1947) - So You Want to Be a Gambler (1948) - April Showers (1948) - To the Victor (1948) - A Foreign Affair, de Billy Wilder (1948) - Embraceable You (1948) - Smart Girls Don't Talk (1948) - A Kiss in the Dark, de Delmer Daves (1949) - The Younger Brothers (1949) - Night Unto Night (1949) - The Girl from Jones Beach (1949) - Always Leave Them Laughing (1949) - Perfect Strangers, de Bretaigne Windust (1950) - So You Think You're Not Guilty (1950) - The Cariboo Trail (1950) - Storm Warning (1951) - Strangers on a Train, de Alfred Hitchcock (1951) - Come Fill the Cup, de Gordon Douglas (1951) - The Winning Team (1952) - The Story of Will Rogers, de Michael Curtiz (1952) |

### Director
- The Life of Buffalo Bill (1912)